# Roel Braas
Roel Braas (Alkmaar, 11 maart 1987) is een Nederlands voormalig roeier. Hij vertegenwoordigde Nederland in verschillende grote internationale wedstrijden.

## Biografie
Braas groeide op in De Rijp. Zijn roeitalent werd ontdekt op de sportschool de Kloek in Middenbeemster waar hij dagelijks trainde op de ergometer. Tot dat moment had hij nog nooit in een boot geroeid. Hij begon in 2005 met roeien en specialiseerde zich in de skiff. In 2009 brak hij internationaal door met een tiende plaats bij de wereldbekerwedstrijden en een zilveren medaille op het wereldkampioenschap voor neo-senioren. Later maakte hij de overstap naar de acht met stuurman. In 2011 verbeterde hij op de ergometer het wereldrecord meeste meters in 20 minuten en snelste 2000 meter. Door zijn prestaties werd hij opgenomen in de Holland Acht. Ook werd hij dat jaar vader. In 2012 kwalificeerde hij zich voor de Olympische Zomerspelen 2012 in Londen op het onderdeel acht met stuurman. Het Nederlandse team eindigde in de finale op de vijfde plaats.
Hij is aangesloten bij R.S.V.U. Okeanos in Amsterdam, waar hij sinds 15 februari 2018 erelid is.

## Palmares

### Skiff
- 2009: 10e Wereldbeker II - 7.31,90
- 2009:  WK U23 - 7.02,31
- 2010: 8e Wereldbeker I - 7.08,23
- 2010: 9e Wereldbeker II - 7.08,32
- 2010: 8e Wereldbeker III - 7.25,90
- 2010: 14e EK - 7.26,69
- 2010: 13e WK - 7.03,97
- 2013:  EK - 7.45,95
- 2013: 4e Wereldbeker III - 6.46,85
- 2013: 5e WK - 6.52,70
- 2014: 7e Wereldbeker II - 6.57,51
- 2014: 4e Wereldbeker III - 7.08,27
- 2014: 9e WK - 6.43,96
- 2015: 11e EK - 7.02,27

### Twee zonder
- 2015:  Wereldbeker II - 6.22,40
- 2015: 4e Wereldbeker III - 6.31,03
- 2015: 4e WK - 6.27,58
- 2016:  Wereldbeker I - 6.42,43
- 2016:  EK - 7.06,78
- 2016: 8e OS - 7.01,88

### Twee met stuurman
- 2016: 4e WK - 7.32,98

### Vier zonder
- 2017: 4e Wereldbeker I - 6.14,18

### Acht met stuurman
- 2011: 4e Wereldbeker I - 5.29,07
- 2011:  Wereldbeker III - 5.45,31
- 2011: 6e WK - 5.35,37
- 2012:  Wereldbeker I - 5.30,21
- 2012: 4e Wereldbeker II - 5.31,45
- 2012: 5e OS - 5.51,72
- 2017:  EK - 5.31,05
- 2017:  Wereldbeker III - 5.28,14
- 2017: 4e WK - 5.29,23

Rogier Blink · 
Roel Braas · 
Sjoerd Hamburger · 
Jozef Klaassen · 
Olivier Siegelaar · 
Diederik Simon · 
Mitchel Steenman · 
Matthijs Vellenga · 
Peter Wiersum (stuurman)